# Alijärvi
Alijärvi är en sjö i kommunen Padasjoki i landskapet Päijänne-Tavastland i Finland. Sjön ligger 81,2 meter över havet. Arean är 1,15 kvadratkilometer och strandlinjen är 11,08 kilometer lång. Sjön  ingår i Kymmene älvs huvudavrinningsområde.   Den ligger omkring 49 km norr om Lahtis och omkring 140 km norr om Helsingfors. 
I sjön finns ön Isosaari. 